# Balsamista
Balsamista (jap. 死化粧師 Shigeshoushi) – manga autorstwa Mitsukazu Mihary. Przeznaczona dla osób dorosłych. W Polsce wydawana jest przez wydawnictwo Hanami. Do tej pory ukazało się sześć tomów. W 2007 roku na podstawie komiksu Balsamista powstał serial telewizyjny, który wyemitowała telewizja TV Tokyo. Balsamista wybrany został mangą roku 2008 w plebiscycie portali Poltergeist i Anime.com.pl.

## Fabuła
Balsamista to zbiór historii poświęcony nie tyle zmarłym, co żywym. Ukazuje zachowania ludzi w obliczu miłości, przyjaźni, choroby i w końcu śmierci. Zabieg balsamowania „…jest posługą dla żywych” i pozwala im łatwiej znieść rozłąkę z najbliższymi. Mamiya Shinjirō, tytułowy balsamista, doskonale to rozumie i w swej pracy widzi coś więcej niż standardową sterylizację zwłok. Manga poza tym, że składa się z luźnych, niepowiązanych ze sobą historii jest także przeplatana rozdziałami opowiadającymi historie z życia Mamiy, bądź ukazuje momenty przełomowe, które w taki czy inny sposób wpłynęły na jego sposób myślenia i postawę. Między innymi cały tom III poświęcony jest rodzinie mężczyzny, czasom studenckim w USA, a także wyjaśnia, dlaczego główna postać zdecydowała się na tak mało popularny w Japonii zawód, jakim jest balsamowanie.

## Główne postacie
Mamiya Shinjirō – tytułowy balsamista, mężczyzna o dwóch obliczach. Z jednej strony autorka ukazuje go nam jako nonszalanckiego, zielonookiego przystojniaka, czasami nieco zbyt dziecinnego, który uwielbia towarzystwo kobiet, z drugiej zaś poznajemy poważnego człowieka ze sporym bagażem doświadczeń. Ponieważ zawód balsamisty nie jest zbyt dobrze postrzegany w Japonii, Mamiya często spotyka się z dyskryminacja, czy wręcz agresją. Nawet kościół, w którym mieści się jego pracownia niekiedy pada ofiarą wandalizmu. Jako dziecko Shinjirō był sarkastyczny i przez to wyalienowany, gdy dorósł większość czasu poświęcał chorej matce usilnie starając się przekonać samego siebie, że wszystko może robić sam. Nigdy nie rozumiał, dlaczego ojciec, (również balsamista), woli przebywać w towarzystwie zwłok, niż umierającej żony. Nie potrafił mu tego także wybaczyć i przy wielu okazjach pokazywał swą głęboka pogardę dla „pozbawionego wyczucia obcokrajowca”. (Ojciec Shinjirō był Amerykaninem i głównym balsamistą w amerykańskiej bazie wojskowej, gdzie w młodości mieszkał Mamiya). Po studiach medycznych w USA, Shinjirō wrócił do Japonii mając nadzieję na praktykę w zawodzie, lecz przez długi okres natrafiał na szereg kłopotów związanych z uprzedzeniami. Pewnego dnia, przypadkowo spotkany człowiek, (pastor Tsukimine) jako pierwszy wyraża się pochlebnie o stosowanej przez młodego mężczyznę profesji i przywraca mu wiarę we własne siły. Tego samego dnia, Mamiya ma także okazję, po raz pierwszy, spotkać nastoletnią wnuczkę pastora Azuki, do której obecnie żywi romantyczne uczucia.
Natsui Azuki – młoda kelnerka zajmująca się od czasu do czasu sprzątaniem domu Shinjirō, jest także wnuczką pastora, od którego mężczyzna wynajął kościół. Jej ojciec zginął, gdy była jeszcze dzieckiem, tak więc całą odpowiedzialność za rodzinę przejął jej starszy brat Mitsuru pracujący w przemyśle cukierniczym. W stosunku do Mamiy dziewczyna nie odczuwa skonkretyzowanych uczuć, pani Mihara daje czytelnikowi tylko subtelne wskazówki odnośnie do relacji między tą dwójką. Wiadome natomiast jest jak bardzo zachowanie Shinjirō irytuje dziewczynę, jednak jednocześnie odczuwa ona głęboki szacunek do pracy, jaką para się wyżej wymieniony osobnik.